# 瑞典君主
瑞典君主是瑞典王國的國家元首。瑞典奉行君主立憲制，實行代議民主的議會制，故此君主雖然擁有瑞典最高官職和軍階，但只是負責國家禮儀的虛君。1810年的《繼承法案》指定來自法國的伯納多特家族為瑞典王室，也規定國王（言外之意，包括女王）必須為信義宗瑞典教會的新教徒。
作为国家元首，瑞典君主并无实权，仅具象征意义。根据1974年瑞典宪法，君主与政治无关，不得干政，也没有正式权力。国王主要行使礼仪性和代表性职责。瑞典君主亦是每年诺贝尔奖的颁发者。
現任瑞典君主為卡爾十六世·古斯塔夫國王，他屬於伯納多特王朝，但也有瓦薩王朝的血統。這位國王與歐洲各國現存的所有王族都有血缘关系。

## 歷史
有史記載以前，瑞典已經是個王國。1世紀時，羅馬歷史學家塔西佗記載道斯韋阿人由國王統治，但從史前到信史時期的國王世系，只見於可信性成疑的北歐薩迦（北歐傳說），沒有其他史料記載。
起初，瑞典國王的權力不大，只執行相當於戰酋、審判官和烏普薩拉神廟祭司的職權。縱然發現了數以千計個14世紀前紀念平民的符文石，卻沒有關於國王的年代記，也只有很少符文石提及過國王，由此可見國王在當時的影響力不大。
自基督教於11世紀傳入瑞典後，國王的權力大大提升。其後數個世紀，國王權力逐步得以鞏固。
傳統上，人民有權利選舉及罷黜國王，而選舉於穆拉之石（Mora stenar）舉行。然而，該石於1515年毀於戰火。1544年後，王位改為以世襲方法繼承。
由於法國拿破侖的威勢，加上一連串政治操作，法國名將貝爾納多特被瑞典國王收為螟蛉子，拿破侖戰爭期間，瑞典議會於1809年通過憲法和於1810年通過繼承法案，從此貝爾納多特王朝統治瑞典，並把芬蘭割讓予俄國後成立瑞典王國。
19世紀的憲法規定議會與君主之間的權力分配。瑞典於1917年實行議會制後，國王的權力被大幅削弱，成為只擁有有限政治權力的立憲君主。在 1810年通過的王位繼承法，規定君主必須是新教信義宗教徒，並且只容許男性繼承王位。但瑞典逐漸演變成男女平等的國家。議會在1979年修改王位繼承法，讓女性也可做君主，成為世界首個允許男女平等繼承王位的王室。

## 國家元首

王室旗幟

1974年通過的新《政府法令》成為瑞典憲法的一部分，取消樞密院並代之以瑞典政府，雖保留君主為國家元首，但他只擁有很小權力。國王之前擁有的政治功能大多轉由國會議長擔當，提名首相亦改由國會議長負責，並需經國會投票通過。君主在大選和內閣重組後，召開內閣會議，成立新一屆政府。君主也擔任「外務委員會」主席──專責就政府事務官式通知國家元首和反對黨領袖的機構。在國會通過的議案，無須國王認可就成為法律；故此，瑞典君主跟其他國家的立憲君主不同，甚至不是名義上的行政首長。
最近一次的憲法修訂，使男女擁有同等的繼承權，王位由國王最年長的孩子繼承。故此，維多莉亞公主取代她的弟弟卡爾·菲利普王子成為了王儲。

## 繼位順序
- 卡爾十六世·古斯塔夫國王（1946年出生）[3]
  - (1) 維多利亞王儲，西約特蘭女公爵（1977年出生）[4]
    - (2) 艾絲黛拉公主，東約特蘭女公爵（2012年出生）[5]
    -  (3) 奧斯卡王子，斯科訥公爵（2016年出生）[6]

  - (4) 卡爾·菲利普王子，韋姆蘭公爵（1979年出生）[7]
    - (5) 亞歷山大王子，南曼蘭公爵（2016年生）[8]
    - (6) 加布埃里爾王子，達拉納公爵（2017年生）[9]

  - (7) 馬德琳公主，海爾辛蘭及耶斯特里克蘭女公爵（1982年出生）[10]
    - (8) 萊奧諾公主，哥特蘭女公爵（2014年出生）[11]
    - (9) 尼古拉王子，翁厄曼蘭公爵（2015年出生）[12]
    - (10) 艾德莉安公主，布萊金厄女公爵（2018年出生）[13]

## 外部連結
- 瑞典王室 官方網站
- 繼承法案 （页面存档备份，存于） 瑞典國會網站